# Gibraltar Amateur Radio Society
Die Gibraltar Amateur Radio Society (GARS), deutsch „Gibraltar Amateurfunkverband“, ist die nationale Vereinigung der Funkamateure in Gibraltar.
Der Amateurfunkdienst in Gibraltar startete kurz nach dem Zweiten Weltkrieg. Die GARS fördert und unterstützt die Völkerfreundschaft und die Freude an der Funktechnik, veranstaltet Ausbildungskurse zur Erlangung der Amateurfunklizenz und bietet entsprechende Prüfungen an. Sie betreibt ein eigenes QSL-Karten-Büro und pflegt naturgemäß eine besonders enge Beziehung zur RSGB, der Radio Society of Great Britain.
Die GARS ist Mitglied in der International Amateur Radio Union (IARU Region 1), der internationalen Vereinigung von Amateurfunkverbänden, und vertritt dort die Interessen der Funkamateure Gibraltars.